# Ricardo Flores Magón
Cet article possède des homonymes et des paronymes, voir Flores.
Ne doit pas être confondu avec Ricardo Florès.
Ricardo Flores Magón, né le 16 septembre 1873 à San Antonio Eloxochitlán (Oaxaca) et mort le 21 novembre 1922 au pénitencier de Leavenworth (Kansas, États-Unis), est un réformateur du Mexique et anarchiste, considéré comme l'un des précurseurs intellectuels de la révolution mexicaine.
« Apôtre de la révolution sociale mexicaine » selon Diego Abad de Santillan, il est aussi le précurseur et est à l'origine de sa tendance la plus radicale, le magonisme. À la tête du Parti libéral mexicain (PLM), il est l'une des figures de proue de l'opposition au régime de Porfirio Díaz. Son mot d’ordre était « Tierra y Libertad », souvent attribué à l'étranger et par erreur à Emiliano Zapata qui ne l'a jamais utilisé.
En 1900, il fonde, avec ses frères Enrique et Jesús, le journal Regeneración. En juillet 1906, il fuit la répression et s'exile aux États-Unis où il participe à la création du Parti libéral mexicain. Il manifeste alors son adhésion à l'idéal libertaire. Ennemi acharné de l'autorité, du capitalisme et de l'Église, il consacre sa vie à la lutte contre ce qu'il pense être l'oppression du peuple mexicain et, par extension, de l'humanité dans son ensemble.
En janvier 1911, il planifie l'invasion du territoire de Basse Californie du Nord, dans l'objectif d'en faire une république socialiste libertaire indépendante du Mexique et des États-Unis.
Réfugié aux États-Unis, il y publie, le 16 mars 1918, un manifeste contre la guerre. Inculpé de « défaitisme », accusé de saboter l'effort de guerre des États-Unis engagés dans la Première Guerre mondiale, il est condamné à 20 ans de bagne. Incarcéré et gravement malade, il meurt le 21 novembre 1922, « dans des conditions suspectes ».
Sa dépouille mortelle repose à Mexico, à la Rotonda de las Personas Ilustres, équivalent du Panthéon français.

## Biographie

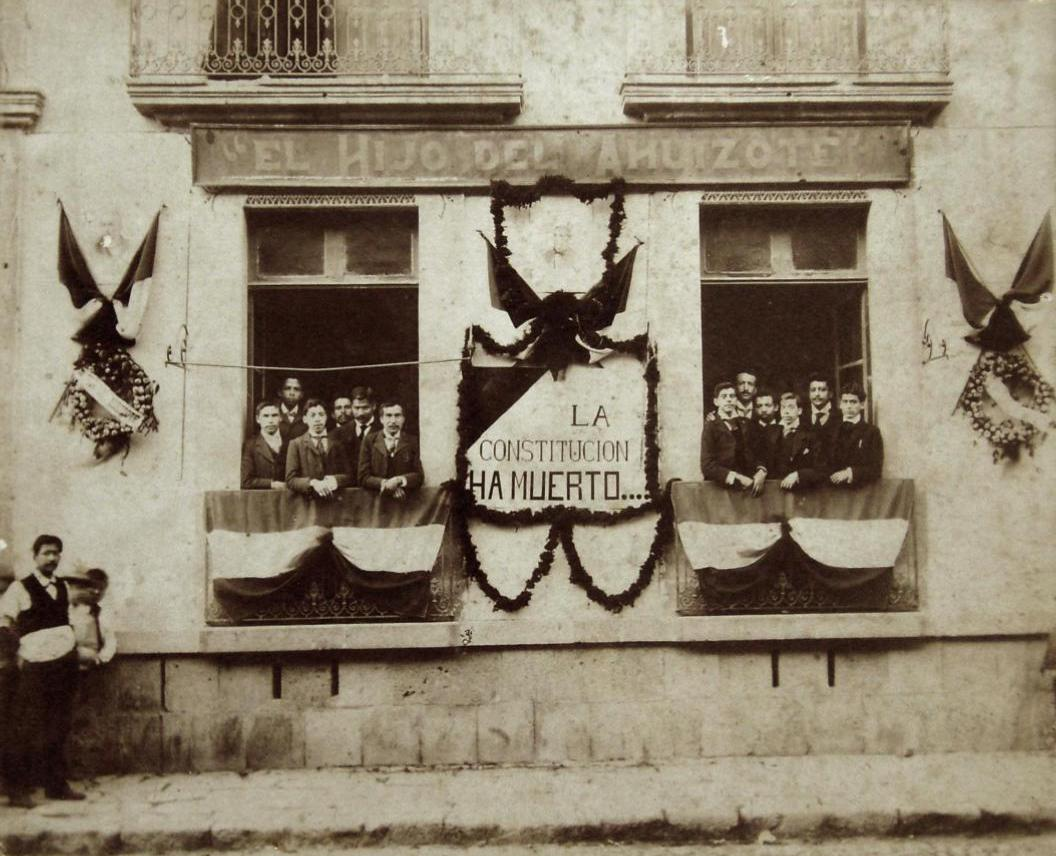
Protestation dans les locaux d’El hijo de El Ahuizote en 1903.

Son père, Teodoro Flores (es), est un métis et a fait une carrière militaire. Sa mère, Margarita Magón, est d'origine espagnole.
Le 16 mai 1892, étudiant en droit à Mexico, Magón participe à une manifestation contre la dictature du président Porfirio Díaz. Il est arrêté et condamné à cinq mois de prison,. Il contribue à la publication d'opposition Le Démocrate. En 1895, il est admis au barreau comme avocat,.

### Regeneración

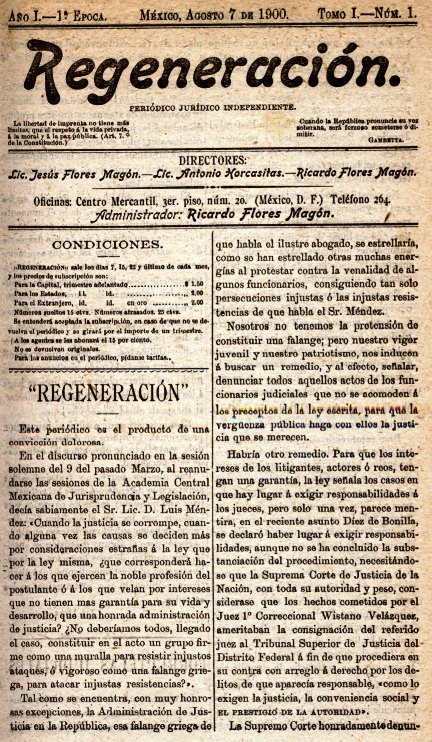
Regeneración, no 1, 7 août 1900.

Il rejoint un petit groupe de réformateurs libéraux (dont ses frères Enrique et Jesús), avec qui il fonde, le 7 août 1900, le journal Regeneración.
Le 22 mai 1901, il est condamné à un an de prison pour « insulte au président ». En 1901, il participe au premier congrès des Clubs libéraux à San Luis Potosí, où il attaque rudement le gouvernement en place. S'ensuit l'interdiction du journal et une deuxième incarcération. En 1902, il reprend avec son frère Enrique le journal satirique El Hijo del Ahuizote, fondé en 1885 par Daniel Cabrera et Manuel Pérez Bibbins. Il est à nouveau condamné.
En 1903, après une troisième arrestation pour s'être opposé au gouvernement Díaz, avec plusieurs autres radicaux, il fuit aux États-Unis.

### Parti libéral mexicain

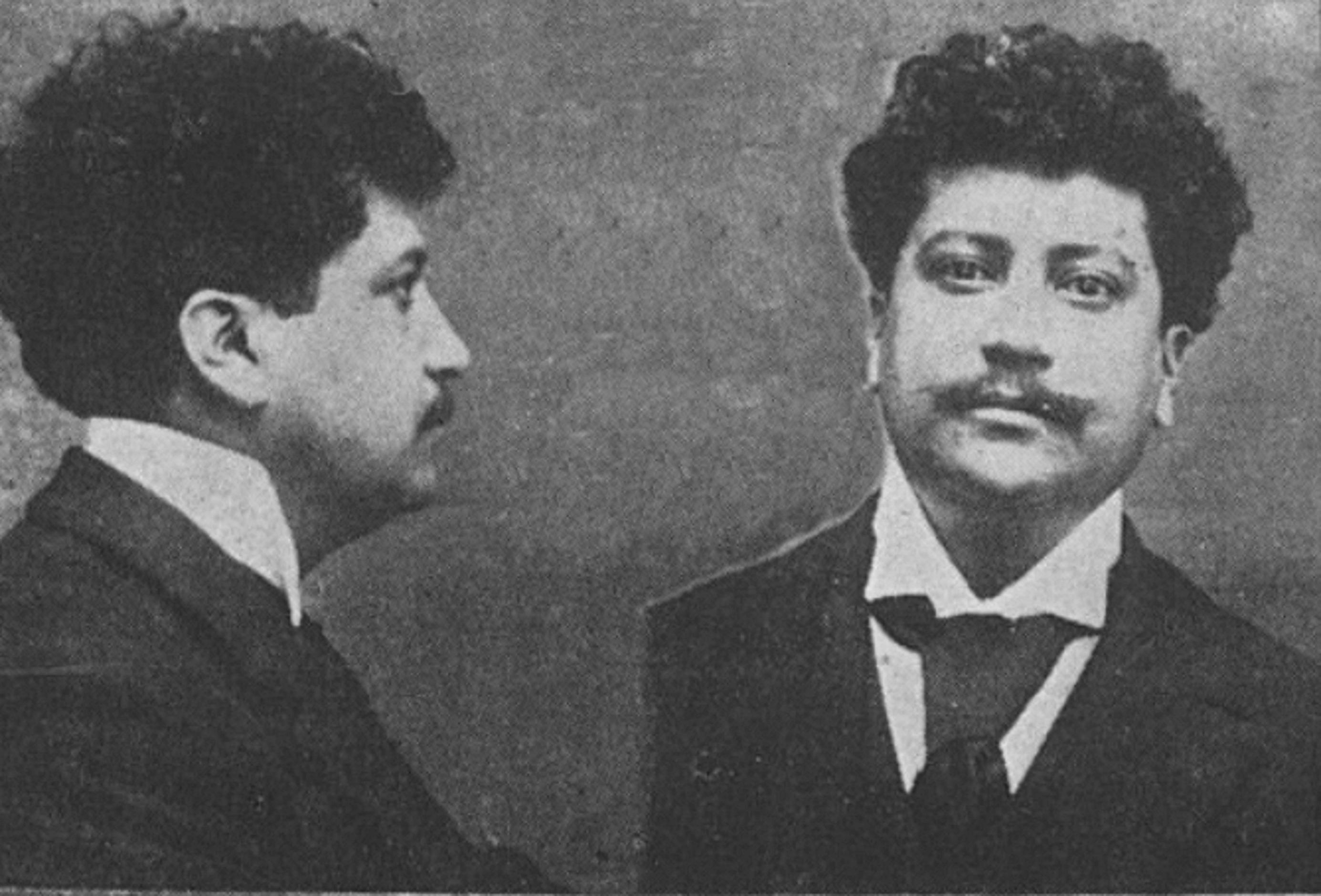
Flores Magón en 1906.

En 1904, après une nouvelle arrestation[réf. nécessaire], il s'exile à Laredo au Texas. Le gouvernement mexicain met sa tête à prix 20 000 dollars. Il s'installe, avec le reste du groupe, à Saint-Louis (Missouri), où il reprend la publication de Regeneración dont la diffusion au Mexique est faite clandestinement.
En 1906, il est parmi les fondateurs du Parti libéral mexicain (Partido Liberal Mexicano - PLM). En septembre 1906, les premières insurrections du PLM éclatent dans plusieurs villes du Mexique. À Los Angeles, il fait paraître clandestinement le journal Revolución, mais est arrêté au Mexique sur ordre de Díaz, le 23 août 1907, avec les cofondateurs du PLM Librado Rivera et Antonio Irineo Villarreal. Il n'est libéré que le 3 août 1910. Il reprend alors la parution de Regeneración (avec une page en anglais). La devise en devient « Tierra y Libertad » (Terre et Liberté), inspiré de l’œuvre d'Alexandre Herzen, et souvent attribué à tort à Emiliano Zapataé,.
Radicalisé par la répression, c’est à ce moment qu’il prend contact avec des membres de l'Industrial Workers of the World (IWW, Travailleurs Industriels du monde, syndicat révolutionnaire américain fondé en 1905). Il restera lié aux anarcho-syndicalistes des IWW.
Il devient alors la figure de proue du PLM.

### La Révolution mexicaine

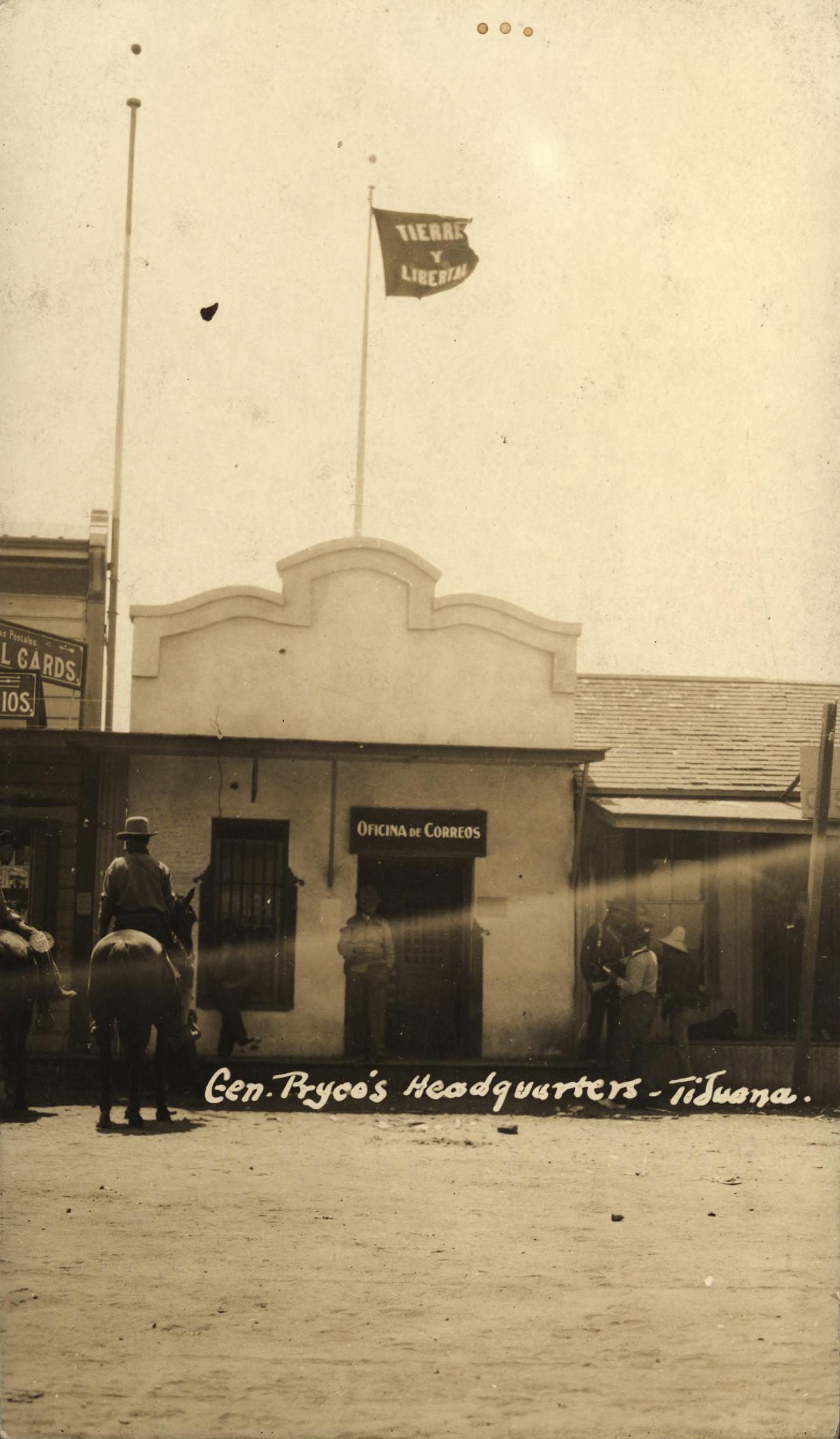
Le drapeau Tierra y Libertad flotte sur la bourgade Tijuana, qui comptait alors 100 habitants, prise par les combattants du Parti libéral mexicain, le 8 mai 1911.

Ricardo Flores Magón est souvent considéré comme un précurseur de la Révolution mexicaine,.
Au début de la Révolution mexicaine, Francisco I. Madero l'invite à entrer dans le mouvement, mais Ricardo Flores Magón rejette l'offre : il considère que la lutte dirigée par Madero est une rébellion de la bourgeoisie et des classes moyennes, sans proposition de changement social. Lors de la guerre civile entre révolutionnaires qui suit la chute de Díaz, Ricardo a quelques contacts infructueux avec Francisco Villa : Villa se méfie des intellectuels et déteste les soutiens anarchistes américains de Ricardo ; il n'a aucune sympathie pour lui et est un fidèle partisan de Madero.
Magón aurait peut-être essayé d'en lier avec Emiliano Zapata - mais aucune trace d'une éventuelle correspondance entre eux n'a jamais été retrouvée. En soit, Zapata se méfie des « lettrés » et de ceux qui cherchent à l'endoctriner. 

### LaCommune de Basse-Californie

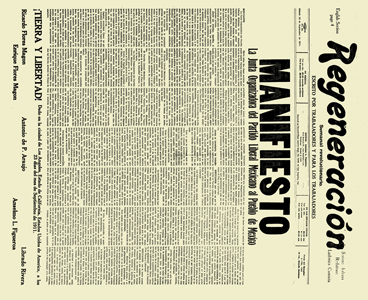
Regeneración du 23 septembre 1911.

Le 29 janvier 1911, il planifie l'invasion du Nord du Territoire de la Basse-Californie, actuellement le nord de l'état de Basse-Californie qui n'existait pas encore en tant qu'état mexicain (elle ne le deviendra qu'en 1974), pour en faire une base opérationnelle du PLM dans la guerre révolutionnaire.
Après plusieurs escarmouches, les rebelles prennent Mexicali (300 habitants) et Tijuana (100 habitants) qui n'étaient que peu ou pas défendues, soutenus par des anarchistes de diverses nationalités, dont une centaine d'internationalistes de l'Industrial Workers of the World. C'est le principal reproche que lui font les autres révolutionnaires qui sont très nationalistes. Le gouvernement les considère comme des « flibustiers» (voir les Constitutions de 1824, 1857 et 1917[incompréhensible]).
Durant cinq mois, ils vont cependant faire vivre sur quelques kilomètres carrés la Commune de Basse-Californie, expérience de communisme libertaire (abolition de la propriété, travail collectif de la terre, formation de groupes de producteurs, etc.) avant d'être battus militairement, ce qui marque la fin de leur rêve d'établir une république socialiste libertaire.

### Incarcération aux États-Unis

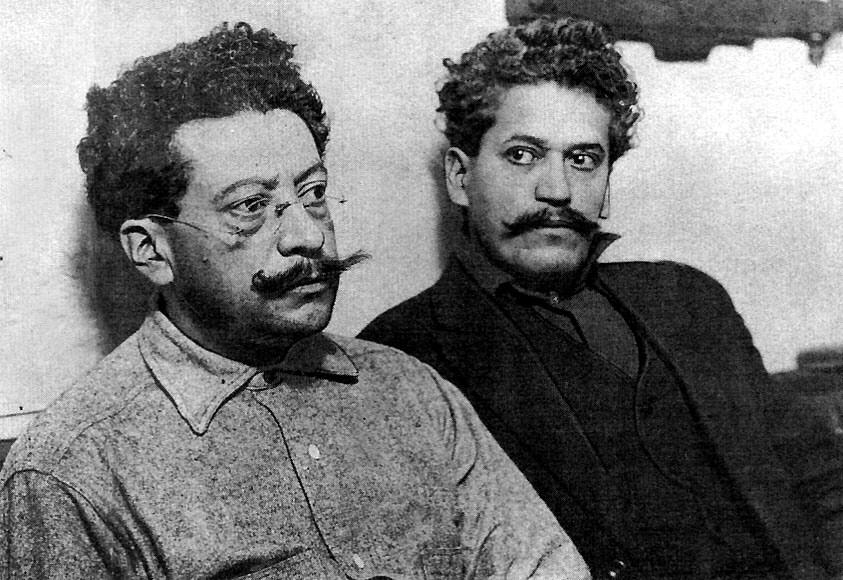
Ricardo et Enrique Flores Magón en 1917 à la prison du Comté de Los Angeles.

Réfugié aux États-Unis, le 23 septembre 1911, Magón cosigne un « Manifeste de la junte du PLM au peuple du Mexique », qui affirme la nécessité pour la révolution de socialiser les terres et les industries, et confirme son tournant communiste libertaire de la junte du PLM. Au printemps 1911, l'anarchiste américaine Voltairine de Cleyre soutient l'action de Ricardo Flores Magón, « l'anarchiste mexicain le plus important de l'époque », selon Paul Avrich. Elle rassemble des fonds pour aider la Révolution mexicaine et commence à donner des conférences pour expliquer ce qui se passe et l'importance de la solidarité internationale. Elle devient la correspondante et la distributrice du journal Regeneración à Chicago.
Le 25 juin 1912, il est à nouveau condamné à deux ans de prison aux États-Unis. À sa libération, il s’installe dans une communauté près de Los Angeles.
Le 16 mars 1918, il publie dans Regeneración, avec Librado Rivera, un manifeste contre la guerre. Inculpés pour « défaitisme », accusés de saboter l'effort de guerre des États-Unis engagés dans la Première Guerre mondiale, ils sont condamnés tous deux au bagne : 20 ans pour Magón, 15 ans pour Librado Rivera.

## Mort suspecte au bagne de Leavenworth

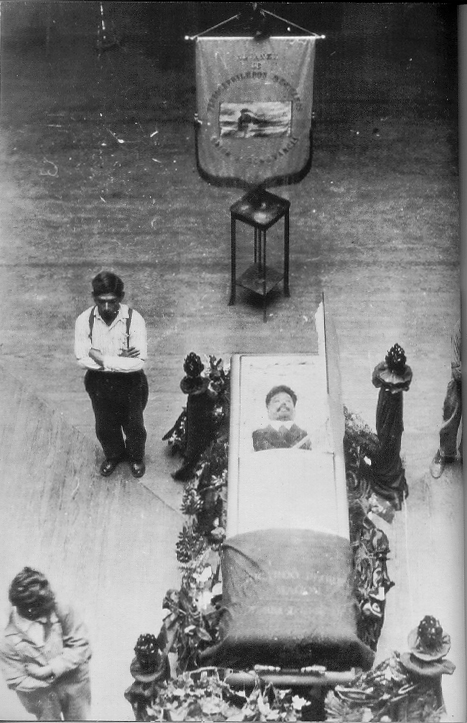
Le cercueil à la prison de Leavenworth en 1922.

Ricardo est conduit à la prison de McNeil Island, dans l'État de Washington puis, gravement malade, transféré à celle de Leavenworth au Kansas, où il meurt le 21 novembre 1922.
Les causes de la mort de Flores Magon ont été contestées. Certains pensent qu'il a été délibérément tué par des gardiens de la prison. D'autres affirment qu'il est mort à la suite de la détérioration de sa santé causée par sa longue détention, peut-être accentuée par la négligence médicale des autorités pénitentiaire de Leavenworth. Magón a écrit plusieurs lettres à des amis pour se plaindre de ses problèmes de santé qu'il percevait comme une négligence délibérée du personnel de la prison.
D'après Librado Rivera, il aurait été assassiné le 21 novembre dans sa cellule,. Il aurait été étranglé, par un geôlier dans le pénitencier de Leavenworth. Son assassin, « El Toro », aurait été exécuté par les compagnons de cellule de Ricardo.

## Rotonda de las Personas Ilustres
Le 22 novembre 1922, la Chambre des députés du Mexique adopte une résolution demandant le rapatriement du corps de Magón. Les autorités américaines rejettent la demande et Magón est enterré à Los Angeles.
Ses restes sont finalement rapatriés en 1945 et reposent à la Rotonda de las Personas Ilustres, l'équivalent du Panthéon français à Mexico.

## Ricardo Flores Magón et le «magonisme»

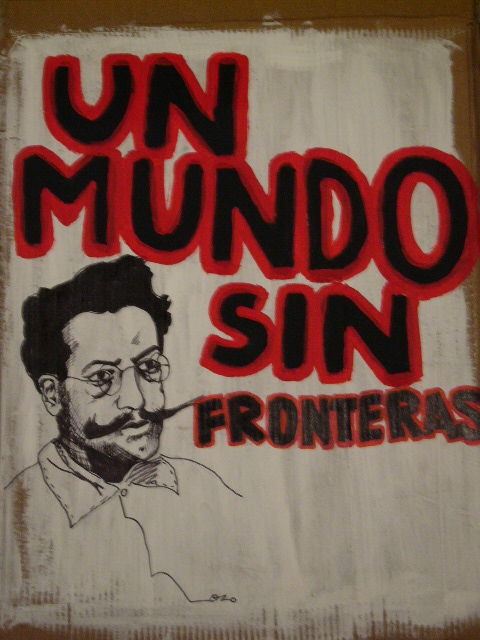
Un monde sans frontières, affiche à New-York en 2006.

« Apôtre et martyr de la révolution mexicaine », chantre de la révolte, anti-autoritaire, illégaliste, révolutionnaire, critique du mendiant acceptant sa misère contre le voleur qui veut renverser le système, adepte d'une théorie de la barricade, Flores Magón est avant-tout un révolutionnaire en acte plutôt qu'un penseur en fait. Ennemi acharné de l'autorité, du capitalisme et de l'Église, il consacre sa vie à la lutte contre ce qu'il pense être l'oppression du peuple mexicain et, par extension, de l'humanité dans son ensemble.
Contre sa volonté, le terme de « magonisme » est utilisé d’abord par la presse et les services de police, puis repris ensuite par les études qui lui sont consacrées. Désormais, même les anarchistes désignent ainsi l’organisation et le courant politique dont il est l’initiateur,.
L’une des particularités du magonisme réside dans son évolution politique. Avant de se déclarer partisan du communisme libertaire d’influence « kropotkinienne », il connaît de nombreuses mutations. D’idéologie libérale dans un premier temps, dans la continuité de la « Réforme » mexicaine du XIXe siècle, il intègre progressivement un certain nombre de concepts socialistes, avant de prôner l’instauration du communisme libertaire. À la liberté politique revendiquée par le libéralisme, il ajoute l’émancipation économique et sociale du prolétariat. Ainsi le Parti libéral mexicain, au départ parti politique classique et légaliste, se transforme peu à peu, sous son impulsion, en organisation révolutionnaire adepte de la lutte armée. D’abord opposant démocratique à la dictature de Porfirio Díaz, il devient ensuite la faction la plus radicale de la Révolution mexicaine.
Cette évolution politique et idéologique n'est pas sans conséquences. De nombreux libertaires mettent en doute le fait que Flores Magón soit un véritable « anarchiste ». Nombreux sont également ceux qui pendant la Révolution mexicaine l’accusent de « flibusterie » et de connivence avec les États-Unis, en particulier pendant l’invasion de la Basse-Californie.
Le magonisme connut des problèmes d’interprétation, de dénigrement, d’oubli ou de récupération, suivant les tendances et les époques, tant de la part de ses opposants que de ses « alliés ». Parfois les critiques les plus dures viennent de son propre camp.
En réalité, plus qu’une idéologie, le magonisme représente avant tout une attitude de révolte et de résistance face à l’oppression, tout comme un espoir de libération : « Le Ricardo qui se revendiqua anarchiste resta le même Ricardo qu’auparavant : la même abnégation, le même patriotisme, la même absence d’ambitions personnelles […]. Il n’a changé en rien, mis à part sur le point de l’expérience. En effet, le Ricardo de 1893, celui de 1901, celui de 1906 et du programme de Saint Louis, Missouri, celui de Regeneración, celui de sa correspondance, révolutionnaire et intime, reste identique : toujours la même conduite, toujours la même éthique, toujours la même disposition à montrer à son peuple le chemin de l’émancipation, de son droit à une vie de bien-être, de dignité et de progrès ».
Jusqu'à l'époque contemporaine, des collectifs libertaires mexicains se réclament de son héritage politique.

## Ricardo Flores Magón et Emiliano Zapata
Les partisans de Florés Magón avaient une vue très idéalisée de l'action d'Emiliano Zapata, action qui se limitait très exactement au Plan de Ayala (es). La restitution des terres nationalisées par le gouvernement libéral de Benito Juárez en vertu de la Loi Lerdo (es) et vendues par l'État mexicain aux hacendados à son village natal, San Miguel Anenecuilco au Morelos, est l'objectif de sa rébellion.
Zapata ne semblait pas chercher de changements pour tout le pays et n'avait pas d'idéaux abstraits : démocratie, liberté, etc. Son but concret était la restitution des terres, et uniquement celles qui selon les titres de propriété collectives obtenus du temps de la colonisation espagnole (reconnus par les gouvernements conservateurs, mais pas par les libéraux arrivés au pouvoir après la guerre de réforme) appartenaient à son village.
Cependant, sur la base du Plan d'Ayala, rédigé par l'un de ses conseillers Otilio Montaño Sánchez (es) (fusillé par Zapata en 1917, car accusé d'être un anarchiste et de vouloir l'assassiner), certains l'identifient comme un précurseur de la réforme agraire (qui fut mise en pratique principalement sous les gouvernements de Plutarco Elías Calles et de Lázaro Cárdenas del Río).
Flores Magón adopte une attitude très critique vis-à-vis des autres factions engagées dans la lutte. Une seule, celle d’Emiliano Zapata, attire son attention et suscite son estime. L’Armée du Sud (entendre armée du sud de la ville de Mexico où se situe l’État de Morelos et non de tout le sud du pays) est d’ailleurs la seule à qui les libertaires du PLM aient envoyé des émissaires[réf. nécessaire]. Zapata a rencontré des représentants de tous les partis et factions, et les émissaires magonistes n’aboutissent à aucun accord concret avec lui.
Malgré les différences idéologiques et les buts poursuivis qui les séparent, Ricardo Flores Magón perçoit Zapata comme un vrai révolutionnaire. Selon lui, ses partisans, « même s’ils ne sont pas anarchistes, agissent comme des anarchistes, car ils exproprient les richesses [en fait ils ne cherchaient pas à exproprier les terres appartenant aux haciendas, ils ne cherchaient qu'a récupérer les terres qu'elles leur avaient prises]. La preuve en est que, dans tout le territoire où opèrent les forces révolutionnaires du Sud, les travailleurs reprennent possession de leur terre, des maisons, des forêts et de tout ce qui est nécessaire pour produire les richesses. Ils travaillent pour leur propre compte, sans maîtres qui leur dérobent le fruit de leur labeur. Les révolutionnaires du Sud méritent toute notre sympathie et notre soutien ».
Considérant le mouvement zapatiste comme une des forces de la révolution sociale, Regeneración publie (depuis les États-Unis), tout au long du conflit, des articles de soutien, ainsi que des informations concernant les révolutionnaires du Morelos. Les colonnes du journal leur sont ouvertes à plusieurs reprises. Enfin, une correspondance, bien qu’irrégulière, aurait été échangée entre les deux camps,. La correspondance complète (de 1904 à 1922) de Ricardo Flores Magón a été publiée par l'Université autonome de Puebla, mais on n'y trouve aucune trace de correspondance avec les partisans de Zapata.

## Citations
- « Je ne suis pas magoniste, je suis anarchiste. Un anarchiste n’a pas d’idole. »[18],[31].
- « Le gouvernement n'est rien d'autre que le gendarme du Capital, l'épouvantable flic qui garde les coffres forts des vautours des banques, du commerce et de l'industrie. Pour le Capital il a du respect et lui est entièrement soumis ; pour le peuple, il a les prisons, les casernes et le gibet. » - Regeneración, 11 février 1911[4].
- « Instinctivement, le peuple mexicain exècre l’autorité et la bourgeoisie [...]. L’entraide mutuelle était la règle dans ces communautés [...], il n’y avait ni juges, ni maires, ni gardiens de prisons, ni aucun être nuisible de cette espèce. Tous avaient droit à la terre, à l’eau pour l’irrigation, aux forêts pour se procurer du bois pour se chauffer et pour construire les huttes. [...] Il est donc évident que le peuple mexicain est capable de parvenir au communisme car il a fonctionné sur ce mode, tout du moins en partie, depuis des siècles. » - Regeneración, 2 septembre 1911[18].
- « Je dois avant tout souligner que tous les gouvernements, sans exception, me répugnent. Je suis fermement convaincu qu’il n’y a, ni ne peut y avoir, de bon gouvernement. Ils sont tous nuisibles, qu’ils se nomment monarchies absolues ou constitutionnelles, ou encore républiques. Tout gouvernement est tyrannique, par essence parce qu’il s’oppose à la libre initiative de l’individu et ne sert qu’à maintenir un état social impropre à la réalisation totale de l’être humain. Les gouvernements sont des chiens de garde des classes possédantes, nanties et instruites, et les bourreaux des droits intangibles du prolétariat. » - Regeneración, 25 février 1911[32].

## Hommage

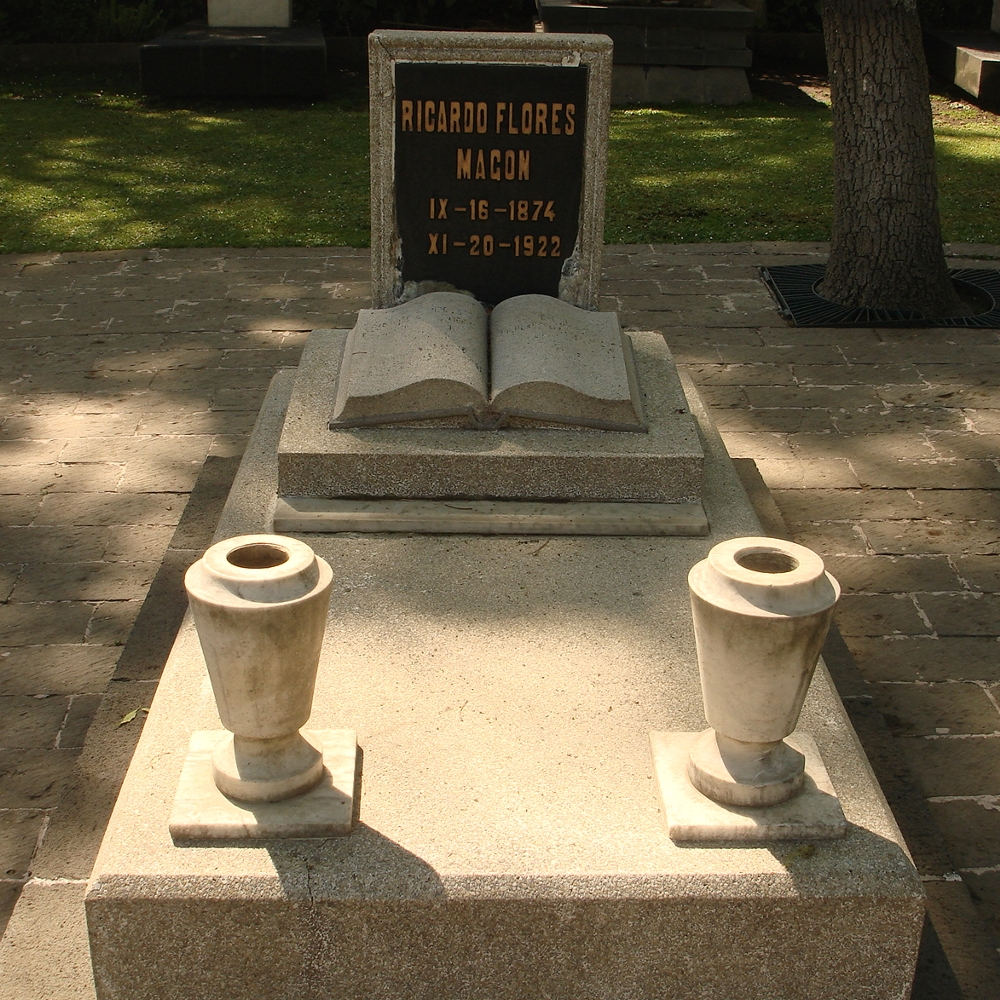
Tombe de Ricardo Flores Magón à la Rotonda de las Personas Ilustres (Mexico).

Dans le cadre du programme de commémoration 1810-1910-2010 (guerre d'indépendance de 1810 et Révolution de 1910), le gouvernement mexicain a fait frapper, entre 2008 et 2010, une série de 37 pièces de monnaie de 5 pesos de circulation courante dont une est à l'effigie de Ricardo Flores Magón.

## Œuvres
Dans son œuvre d'éducation populaire, Ricardo Flores Magón a également utilisé le théâtre pour dénoncer les travers de la société et exposer les grandes lignes du « programme » libertaire. Il est l'auteur de deux pièces : « Verdugos et victimas » et « Tierra y Libertad ». Il est aussi l'auteur de nombreux contes, publiés dans le journal Regeneración.
- La révolution mexicaine de Ricardo Flores Magón, Éditions Spartacus, 2004, (BNF 39198977), 2006 (ISBN 2902963491), notice.
- Propos d'un agitateur (recueil de textes), Éditions Libertalia, 2008 (ISBN 9782952829298), (BNF 41407705).

### Revues
- Ricardo Flores Magón, Itinéraire : une vie, une pensée, no 9/10, 1er semestre 1992, 104 pages, couverture en ligne, présentation en ligne, notice.
  - William C. Owen (en), Ricardo est mort
  - David Poole, Un mouvement anarchiste méconnu
  - David Poole, Le Mexique au début du siècle
  - Pietro Ferrua, Du réformisme à l'anarchisme
  - Jesus Silva Herzog, De la révolution politique... à la révolution sociale (Manifeste du PLM)
  - Octavi Alberola, Insurrections en Basse-Californie
  - Omar Cortés, Militant, journaliste et combattant
  - Heiner Becker, Controverses et débats
  - Pietro Ferrua, Pour un théâtre populaire
  - OLT, La Casa del Obrero Mundial
  - Éditions Partage noir, Terre et Liberté.
- Ricardo Flores Magón, À contretemps, no 34, mai 2009, sommaire.
  - David Doillon, « Ricardo Flores Magón et le magonisme : itinéraire et trajectoire », À contretemps, no 22,‎ janvier 2006 (lire en ligne)

### Articles
- Madeleine Cucuel, Théâtre et discours politiques, Tierra y Libertad de Ricardo Flores Magón, Rouen, Cahiers du Centre de recherches ibériques et ibéro-américaines, no 1, 1981, texte intégral.
- Americo Nunes, « Ricardo Flores Magón : utopie et mythe du communisme au Mexique (1908-1922) », L'Echaudée, no 2, hiver 2012. [lire en ligne]
- Israël Renov, Les anarchistes et la révolution mexicaine, Noir & Rouge, no 24, mai-juin 1963, texte intégral.
- David Doillon, « Portrait de l'anarchiste dans l'œuvre littéraire de Ricardo Flores Magón », Belphégor, Littérature populaire et culture médiatique, vol. VI, no 2,‎ juiin 2007 (lire en ligne)

## Notices
- Notices d'autorité :   - VIAF
  - ISNI
  - BnF (données)
  - IdRef
  - LCCN
  - GND
  - CiNii
  - Espagne
  - Pays-Bas
  - Pologne
  - Israël
  - NUKAT
  - Catalogne
  - Australie
  - Tchéquie
  - Portugal
  - Brésil
  - WorldCat
- Notices dans des dictionnaires ou encyclopédies généralistes :   - Britannica
  - Enciclopedia De Agostini
  - Gran Enciclopèdia Catalana
  - Handbook of Texas Online
- Ressource relative à la littérature :   - Enciclopedia de la literatura en México
- L'Éphéméride anarchiste : notice biographique.
- La Grande Encyclopédie Larousse en ligne : notice biographique.
- Fédération internationale des centres d'études et de documentation libertaires : carte postale.
- Hélène Strub et Collectif, Catalogue des périodiques anarchistes (1871-2000), Institut français d'histoire sociale, anarlivres : notice biographique.
- (en) Anarchist Archives : Ricardo Flores Magón.
- (en) Libcom : Magon, Ricardo Flores, 1873-1922.